# Vincent Klink
Vincent Klink (* 29 de enero de 1949 en Gießen) es un cocinero alemán que aparece en los medios alemanes difundiendo la gastrosofía. 

## Obras
- Koch-Kunst mit Vincent Klink, Braun-Verlag, Karlsruhe 1998, 96 S., Gebunden, ISBN 3-7650-8194-9
- Vom Markt auf den Tisch, Braun-Verlag, Karlsruhe 2000, 96 S., Gebunden, ISBN 3-7650-8248-1
- Eva G. Baur (Hrsg.): Essen und Trinken mit Poesie. Beiträge von Vincent Klink. dtv, München 2000, 144 S., ISBN 3-423-24218-3
- Vincent Klink und Pepe Danquart: Gängster Kochbuch, Edition Vincent Klink, Stuttgart 2004, 240 S., 23 s/w Abb., 62 Duoton-Fotos, Spiralbindung, ISBN 3-927350-75-3
- Wiglaf Droste, Vincent Klink, Nikolaus Heidelbach: Wurst, DuMont Literatur und Kunst, Köln 2006, 40 S., Gebunden, ISBN 3-8321-7992-5    (Rezension in WamS )

### Ediciones
- Häuptling Eigener Herd. Wir schnallen den Gürtel weiter - Das kleine Zwischenhoch – Texte und Bilder zur Kulinarik, Vierteljahreszeitschrift für Literatur, 1999ff.
- Campus Culinaire, Jahresband, 2004ff.

- Karin Becker, Vincent Klink und Thomas Vilgis (Hrsg.): Campus Culinaire. Schwerpunkt-Thema Islam: Küche, Tafel, Tischsitten und Rituale. Internationale Schriften und Bilder zur Kultur des Tafelns, Edition Vincent Klink, Stuttgart 2004, 137 S., ISBN 3-927350-81-8
- Barbara Häusler (Redaktion): Campus Culinaire. Essen in der Kunst, Edition Vincent Klink, Stuttgart 2006, 118 S., ISBN 3-927350-83-4

### Asociaciones
- Klink ist Gründungsmitglied der „deutschen Akademie für Kulinaristik“, in der man auf Symposien und in Seminaren sich der wissenschaftlichen Aufarbeitung von Essen und Trinken widmet.
- Eurotoques

### Fotos
- Ansichten der «Wielandshöhe»

- Datos: Q216431
- Multimedia: Vincent Klink / Q216431